# Maladie génétique du métabolisme des métaux
Les maladies génétiques du métabolisme des métaux sont les maladies en rapport avec une anomalie du métabolisme des métaux d’origine génétique.

Le fer et le cuivre sont les deux principaux métaux impliqués en pathologie, mais il peut aussi s'agir de maladies concernant le magnésium, le sélénium, le manganèse ou encore le zinc.

## Maladies
| Nom                                        | Transmission    | O.M.I.M | Chromosome Locus | Gène  | Enzyme            |
| ------------------------------------------ | --------------- | ------- | ---------------- | ----- | ----------------- |
| Maladie de Wilson                          | Récessive       | 277900  | 13 q14.3-q21.1   | ATP7B | ATPases de type P |
| Syndrome de Menkès                         | Récessive à l'X | 309400  | X q12-q13        | ATP7A |                   |
| Cutis laxa Syndrome de la corne occipitale | Récessive à l'X | 309410  | X q12-13         | ATP7A |                   |
| Hémochromatose                             | Récessive       | 253200  | 6 21.3           | HFE   |                   |

## Sources
- (fr) Site français sur les maladies rares
- (en) Site sur la biochimie
- (en) Online Mendelian Inheritance in Man, OMIM (TM). Johns Hopkins University, Baltimore, MD.

1. ↑  (en) Jean-Marie Saudubray, Matthias R. Baumgartner et John H. Walter, Inborn Metabolic Diseases: Diagnosis and Treatment, Springer-Verlag Berlin and Heidelberg GmbH & Co. K, 28 octobre 2016, 658 p. (ISBN 9783662497692)